# 福元淳史
福元 淳史（ふくもと あつし、1983年8月24日 - ）は、千葉県茂原市出身の元プロ野球選手（内野手）。

## 経歴

### プロ入り前
小学生の時に本納パワーズで野球を始め、中学時代は市原シニアで野球を続ける。
市立船橋高校に入学後、1年生でレギュラーを掴み、2年時に夏の千葉県大会ベスト4、主将を務めた3年時にも夏の千葉県大会ベスト4で甲子園出場経験は無し。高校通算20本塁打。同期に林昌範、2学年下に大学でも後輩となる村田和哉がいる。
大学は東都大学野球の中央大学へ進学。入学と同時にメンバー入りを果たす。2004年秋リーグで初めて規定打席に到達。「五番・一塁」で8打点（リーグ4位）を挙げ、51季ぶり24回目のリーグ優勝に貢献した。ともにクリーンアップを務めたのがの新田玄気（東京ヤクルトスワローズ）、亀井義行（読売ジャイアンツ）、エースは同期の会田有志（巨人二軍トレーニングコーチ）だった。2005年春に副将に就任し、ベストナイン一塁手受賞。秋は松田宣浩が主将の亜細亜大学との入替戦に連敗し、二部降格で引退。自身は2回戦の7回表に反撃の狼煙を上げるリーグ戦でもなかったソロ本塁打を放ち、意地を見せた。リーグ戦通算68試合出場、207打数52安打、32打点、打率.251（38打数11安打、打率.289、6打点）、5盗塁。2006年、社会人野球からのオファーに応じず、大学に残る。
大学卒業後は一度野球を辞めるが、2007年1月にNOMOベースボールクラブに入団。同年の全日本クラブ野球選手権大会で首位打者を獲得し、敢闘賞を受賞。決勝戦では、九回二死から北野偉也のノーヒットノーランを阻止する安打を放った。
また西近畿代表決定戦では自身初となる3試合連続本塁打を放ち、大阪府野球連盟よりMVPを受賞した。NOMOベースボールクラブ時代の公式戦通算成績は52試合出場、203打数68安打、打率.335、8本塁打、28打点。
2008年のドラフト会議において、読売ジャイアンツから育成ドラフト4巡目で指名された。11月16日に支度金200万円、年俸240万円で仮契約。

### 巨人時代

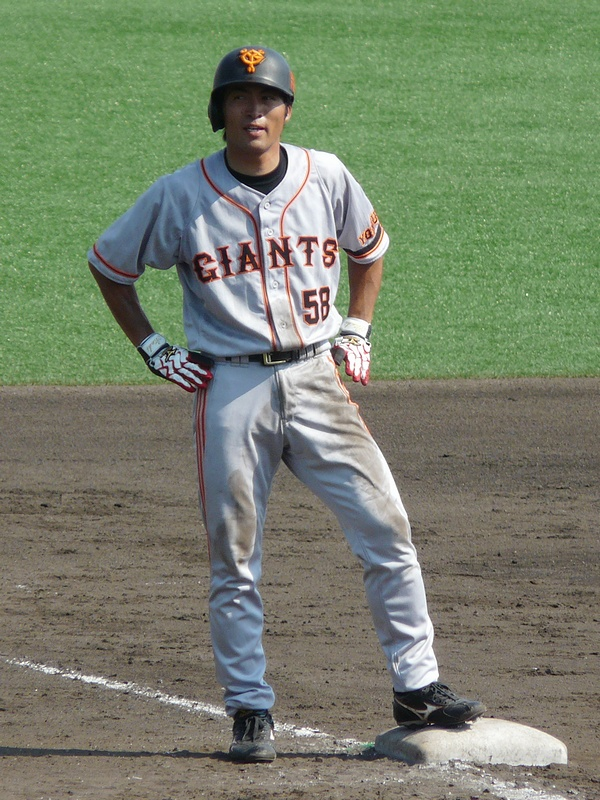
巨人時代

入団1年目の2009年から二軍の試合に出場し、2010年は、主にフューチャーズやシリウスで試合に出場し好成績を挙げる。内野手ながら内外野の全ポジションを守れるため、外野での出場も多かった。またフューチャーズ主将にも任命された。
2011年、5月23日、支配下選手登録が発表された。
2012年、イースタン春季教育リーグで10打数5安打、打率.500で首位打者となった。NPBに入ってからは初めての首位打者。 巨人時代のイースタン公式戦通算成績は181試合出場、415打数106安打、1本塁打、35打点、打率.256。
2012年6月13日に久米勇紀、立岡宗一郎との交換トレードで、レビ・ロメロと共に福岡ソフトバンクホークスへの移籍が決定した。

### ソフトバンク時代
移籍直後よりウエスタン・リーグの試合に出場し、同年7月の月間打率.353をマーク。ファームの7月度「ミズノ月間MVP」に選出される。その活躍が認められ、8月7日に初めての一軍昇格を果たした。シーズン中に2回一軍に昇格し、出場は代走での1試合、1得点に留まったが、二軍では41試合で打率.306、OPS.724と安定した成績を残した。
2013年は開幕後二軍で好成績を残し、セ・パ交流戦期間中の5月15日に一軍昇格。同日の対広島東洋カープ戦（MAZDA Zoom-Zoom スタジアム広島）でプロ初先発出場、初安打を記録した。またプロ3試合目の出場となる5月17日の対阪神タイガース戦（阪神甲子園球場）では2回に左前適時打を放ちプロ初打点を記録し、また再三の好守もあり初めてのヒーローインタビューも受けている。10月26日に戦力外通告を受けた。

### 引退後
戦力外通告を受け1週間が経った11月3日にはFacebookページ上で現役引退を表明した。
12月12日には、関東地方担当のスカウトに転身することが球団から発表されている。スカウトとして初めての担当選手は中大の後輩である島袋洋奨。
2015年からは、中国・四国地方担当スカウトを務めている。

## 選手としての特徴・人物
内外野の全ポジションを守れ、かつ堅実な守備が売り。打撃フォームはシーズン中でも試行錯誤を繰り返し、2013年は2ストライク後に低くコンパクトなフォームに変えて打席に立っている。
同期入団の山本和作（オリックス）や仲澤広基（楽天）とはともに巨人から移籍先のチームで同時期に活躍した事もあり刺激を受けている。特に育成ドラフト同期の山本とは同じ境遇を過ごした事もあり、山本のプロ初アーチが決勝弾となった日には祝福のメールを送っている。また自身とのトレードで巨人に移籍した立岡宗一郎も福元が一軍で初安打を打った日に同じく一軍初安打を打ちヒーローインタビューを受けるなど奇妙な縁がある。
中学の時はバンドのボーカルでGLAYをコピーしており、2011年から現役引退するまで本拠地でのテーマ曲は「SOUL LOVE」であった。

## 詳細情報

### 年度別打撃成績
| 年 度     | 球 団        | 試 合 | 打 席 | 打 数 | 得 点 | 安 打 | 二 塁 打 | 三 塁 打 | 本 塁 打 | 塁 打 | 打 点 | 盗 塁 | 盗 塁 死 | 犠 打 | 犠 飛 | 四 球 | 敬 遠 | 死 球 | 三 振 | 併 殺 打 | 打 率 | 出 塁 率 | 長 打 率 | O P S |
| --------- | ------------ | ----- | ----- | ----- | ----- | ----- | -------- | -------- | -------- | ----- | ----- | ----- | -------- | ----- | ----- | ----- | ----- | ----- | ----- | -------- | ----- | -------- | -------- | ----- |
| 2012      | ソフトバンク | 1     | 0     | 0     | 1     | 0     | 0        | 0        | 0        | 0     | 0     | 0     | 0        | 0     | 0     | 0     | 0     | 0     | 0     | 0        | ----  | ----     | ----     | ----  |
| 2013      | ソフトバンク | 15    | 41    | 36    | 2     | 8     | 0        | 1        | 0        | 10    | 4     | 0     | 1        | 4     | 1     | 0     | 0     | 0     | 3     | 0        | .222  | .216     | .278     | .494  |
| 通算：2年 | 通算：2年    | 16    | 41    | 36    | 3     | 8     | 0        | 1        | 0        | 10    | 4     | 0     | 1        | 4     | 1     | 0     | 0     | 0     | 3     | 0        | .222  | .216     | .278     | .494  |

### 年度別守備成績
| 年 度 | 球 団        | 一塁  | 一塁  | 一塁  | 一塁  | 一塁  | 一塁     | 二塁  | 二塁  | 二塁  | 二塁  | 二塁  | 二塁     | 遊撃  | 遊撃  | 遊撃  | 遊撃  | 遊撃  | 遊撃     |
| 年 度 | 球 団        | 試 合 | 刺 殺 | 補 殺 | 失 策 | 併 殺 | 守 備 率 | 試 合 | 刺 殺 | 補 殺 | 失 策 | 併 殺 | 守 備 率 | 試 合 | 刺 殺 | 補 殺 | 失 策 | 併 殺 | 守 備 率 |
| ----- | ------------ | ----- | ----- | ----- | ----- | ----- | -------- | ----- | ----- | ----- | ----- | ----- | -------- | ----- | ----- | ----- | ----- | ----- | -------- |
| 2013  | ソフトバンク | 1     | 1     | 1     | 0     | 0     | 1.000    | 11    | 24    | 29    | 2     | 5     | .964     | 2     | 0     | 1     | 0     | 0     | 1.000    |
| 通算  | 通算         | 1     | 1     | 1     | 0     | 0     | 1.000    | 11    | 24    | 29    | 2     | 5     | .964     | 2     | 0     | 1     | 0     | 0     | 1.000    |

### 記録
- 初出場：2012年8月15日、対千葉ロッテマリーンズ17回戦（福岡Yahoo! JAPANドーム）、8回裏に小久保裕紀の代走で出場
- 初先発出場：2013年5月15日、対広島東洋カープ2回戦（MAZDA Zoom-Zoom スタジアム広島）、 2番・二塁手で先発出場
- 初打席：同上、1回表に大竹寛から遊失
- 初安打：同上、5回表に大竹寛から右前安打
- 初打点：2013年5月17日、対阪神タイガース1回戦（阪神甲子園球場）、2回表にランディ・メッセンジャーから左前適時打

### 背番号
- 101 （2009年 - 2010年）
- 008 （2011年 - 同年5月22日）
- 58 （2011年5月23日 - 同年終了）
- 90 （2012年 - 同年6月13日）
- 68 （2012年6月13日 - 2013年）

### 登場曲
- 「蒼く 優しく」コブクロ（2009年）
- 「栄光の架橋」ゆず（2010年）
- 「SOUL LOVE」GLAY（2011年 - 2013年）